# سفارت اندونزی در پکن
سفارت اندونزی در پکن (به لاتین: Embassy of Indonesia) یک منطقهٔ مسکونی و نمایندگی سیاسی این کشور در چین است که در پکن واقع شده‌است.